# Гусєв Микита Андрійович
Микита Андрійович Гусєв (рос. Никита Андреевич Гусев; 8 липня 1992, м. Москва, Росія) — російський хокеїст, лівий нападник. Виступає за «Югра» (Ханти-Мансійськ) у Континентальній хокейній лізі.
Вихованець хокейної школи «Білі Ведмеді» (Москва). Виступав за «Червона Армія» (Москва), ЦСКА (Москва), ТХК (Твер), «Амур» (Хабаровськ).
У складі молодіжної збірної Росії учасник чемпіонату світу 2012.
Досягнення
- Срібний призер молодіжного чемпіонату світу (2012)
- Володар Кубка Харламова (2011).
- Учасник матчу усіх зірок КХЛ (2015).